# Circuit de la Sarthe 2010
Der 58. Circuit Cycliste Sarthe fand vom 6. bis 9. April 2010 statt. Das Radrennen wurde in drei Etappen, einer Halbetappe und einem Einzelzeitfahren über eine Distanz von 640,5 Kilometern ausgetragen. Es ist Teil der UCI Europe Tour 2010 und in die Kategorie 2.1 eingestuft.
Den Gesamtsieg errang der Spanier Luis León Sánchez, der die Führungsposition, nach seinem Sieg auf der ersten Etappe nicht mehr abgab. Die folgenden Plätze belegten Marko Kump und Anthony Ravard.

## Etappen
| Etappe     | Tag      | Start – Ziel                 | km    | Etappensieger     | Führender         |
| ---------- | -------- | ---------------------------- | ----- | ----------------- | ----------------- |
| 1. Etappe  | 6. April | Sablé-sur-Sarthe – Varades   | 184,6 | Luis León Sánchez | Luis León Sánchez |
| 2a. Etappe | 7. April | Varades – Angers             | 97,0  | Anthony Ravard    | Luis León Sánchez |
| 2b. Etappe | 7. April | Angers - Angers (EZF)        | 6,8   | Tiago Machado     | Luis León Sánchez |
| 3. Etappe  | 8. April | Angers - Pré-en-Pail         | 181,1 | Samuel Dumoulin   | Luis León Sánchez |
| 4. Etappe  | 9. April | Le Mans – Sillé-le-Guillaume | 192,5 | Anthony Ravard    | Luis León Sánchez |